# حافظ برادر
حافظ برادر یا نگهبان برادر (به انگلیسی: Brother's Keeper) فیلمی به کارگردانی فریت کاراهان محصول سال ۲۰۲۱ ترکیه است. این فیلم در بخش اصلی سی و هشتمین جشنواره جهانی فیلم فجر که خرداد ۱۴۰۰ در تهران برگزار می‌شد، حضور داشت.

## داستان
قوانین سخت گیرانه ای در مدرسه دورافتاده و مرزی در کوه‌های آناتولی حکمفرماست. در این مدرسه معلمان ترک به دانش آموزان بااستعداد کرد مناطق اطراف آموزش می‌دهند. پسرها اجازه دارند یکبار درهفته به حمام بروند و این پروسه مثل بقیه کارها تحت نظارت و کنترل عوامل مدرسه است. یک شب، ممو پسربچه ۱۲ ساله از دوستش یوسف درخواست می‌کند تا در تخت او بخوابد. یوسف بخاطر ترس از شایعات این درخواست را رد می‌کند. صبح روز بعد ممو مریض است و نمی‌تواند در کلاس حاضر شود. بخاری مدرسه خراب شده‌است و سرمای سخت و یخبندان زمستانی بر شدت سرما افزوده‌است. شرایط ممو بدتر می‌شود. او دیگر قادر به پاسخگویی نیست و در صورت نیاز یوسف تنها فردی است که باید صحبت کند. کم‌کم اتفاقات شب گذشته برملا می‌شود.